# Albertin Dissaux

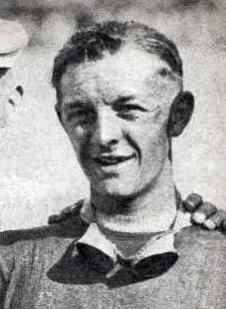
Albertin Dissaux 1939

Albertin Henri Joseph Dissaux (* 17. November 1914 in Boussu; † 10. Juli 2002 Aulnay-sous-Bois) war ein belgischer Radrennfahrer.

## Sportliche Laufbahn
1936 wurde Dissaux (auch Disseaux) Unabhängiger und im Verlauf der Saison dann Berufsfahrer im Radsportteam Helyett. Er fuhr bis 1946 als Profi. 1936 siegte er in den Rundfahrten Tour du Nord und Tour de l’Ouest. Dissaux gewann die Nationale Trophäe für die belgischen Unabhängigen. In seiner Zeit als Radprofi gewann er die Eintagesrennen Bordeaux–Angoulème 1942, Circuit de Paris 1943 sowie Paris–Dijon 1944. 1938 wurde er hinter Jules Rossi Zweiter im Klassiker Paris–Tours und bei dem Etappenrennen Paris–Nizza.
Die Tour de France bestritt er dreimal. 1938 belegte er den 12., 1939 den siebten Platz. 1937 schied er aus.

## Berufliches
Nach dem aktiven Radsport betrieb er einen Fahrradladen mit Werkstatt in Aulnay-sous-Bois.